# Gare de Melun
Gare de Melun vasútállomás és RER állomás Franciaországban, Melun településen.

## Vasútvonalak
Az állomást az alábbi vasútvonalak érintik:
- Párizs–Marseille-vasútvonal
- Corbeil-Essonnes–Montereau-vasútvonal

## Kapcsolódó állomások
A vasútállomáshoz az alábbi állomások vannak a legközelebb:
- Gare du Mée (Gare de Creil, D RER-vonal, Gare de Combs-la-Ville - Quincy)
- Gare de Bois-le-Roi (Gare de Montargis, Gare de Montereau, Line R, Gare de Fontainebleau - Avon)
- Gare de Livry-sur-Seine (Gare de Montereau, Line R)
- Gare de Vosves (Gare de Creil, D RER-vonal, Gare de Corbeil-Essonnes)
- Paris Gare de Lyon (Paris Gare de Lyon, Line R)